# Justinyà
Justinyà és un paratge del terme municipal de Conca de Dalt, al Pallars Jussà, a l'antic terme de Toralla i Serradell, en el territori del poble de Serradell.
Es tracta d'uns antics camps de conreu en part abandonats, distribuïts en feixes en un coster a l'esquerra del riu de Serradell i a la dreta de la llau de Santa Maria, a ponent de Serradell. Contenia la borda de Justinyà. És a ponent de lo Vedat, al sud-oest del Tros de Santa Maria, al nord de Pla Mià.